# Prečkanje reke Delaware
Washingtonovo prečkanje reke Delaware, ki se je zgodilo v noči s 25. na 26. december 1776 med ameriško revolucionarno vojno, je bil prvi korak zapletenega in presenetljivega vojaškega manevra, ki ga je organiziral George Washington, vrhovni poveljnik kontinentalne vojske, in je dosegel vrhunec z napadom na hesseške najemnike, nameščene v Trentonu (New Jersey). Hessijci so bili nemški plačanci, ki jih je najela britanska armada med ameriško revolucionarno vojno.
Washington in njegove čete so zjutraj 26. decembra 1776 v bitki pri Trentonu uspešno napadle hesseške sile. Vojaško kampanjo je v veliki tajnosti organiziral Washington, ki je vodil kolono čet kontinentalne armade iz današnjega okrožja Bucks v Pensilvaniji čez zaledenelo reko Delaware do današnjega okrožja Mercer v New Jerseyju, kar je bila ena logistično najbolj zahtevnih in nevarnih tajnih operacij v ameriški revolucionarni vojni.
Druga načrtovana prehoda v podporo operaciji sta bila bodisi odpovedana, bodisi neučinkovita, vendar to Washingtonu ni preprečilo, da bi presenetil in premagal hesseške čete, ki so bile pod poveljstvom Johanna Ralla utaborjene v Trentonu. Po zmagi v bitki pri Trentonu so Washington in njegove čete kontinentalne armade ponovno prečkale reko Delaware in se vrnile v Pensilvanijo proti zahodu s hesseškimi ujetniki in vojaškimi zalogami, ki so jih zajele v bitki.
Washingtonova vojska je nato konec leta 1776 tretjič prečkala reko Delaware v težkih okoliščinah zaradi negotove debeline ledu na reki. 2. januarja 1777 so pri Assunpink Creeku premagali britanske okrepitve in naslednji dan, preden so se umaknili v svoja zimske bivališča v Morristownu v New Jerseyju, porazili tudi njegovo zaledno vojsko pri Princetonu.
Kot znamenita lokacija in razvoj v končno zmagoviti vojni za neodvisnost sta neinkorporirani skupnosti Washington Crossing v Pensilvaniji in Washington Crossing v New Jerseyju trenutno poimenovani v čast Washingtonu in logistično zapletenemu prikritemu prečkanju reke Delaware.